# Квинтон (Њу Џерзи)
Квинтон (енгл. Quinton) насељено је место без административног статуса у америчкој савезној држави Њу Џерзи.

## Демографија
По попису из 2010. године број становника је 588.
| Група             | 2000.    | 2010.       |
| Белци             | 0 (0,0%) | 497 (84,5%) |
| Афроамериканци    | 0 (0,0%) | 41 (7,0%)   |
| Азијати           | 0 (0,0%) | 2 (0,3%)    |
| Хиспаноамериканци | 0 (0,0%) | 18 (3,1%)   |
| Укупно            | 0        | 588         |